# Hanspeter Kraft
Hanspeter Kraft (nacido el 29 de febrero de 1944 en Basilea). Matemático suizo. Profesor de la Universidad de Basilea desde 1981. Kraft es algebrista y se ocupa principalmente de los grupos de transformaciones algebraicas y de la teoría de invariantes clásica. Presidente de la "Comisión de Euler".

## Vida y obra
Kraft estudió desde 1963 a 1969 matemáticas en la Universidad de Basilea y se diplomó allí en 1967. En 1969 se graduó con un trabajo sobre la "Estructura de las diferencias en una extensión de campo finito". De 1970 a 1974 trabajó en la Universidad de Bonn, donde en 1974 obtuvo el título de profesor. En los dos años siguientes fue profesor asistente en la Universidad de Ratisbona. En 1975 regresó a Bonn , primero como profesor visitante y un año después, en 1979, como profesor asistente. De 1979 a 1981 trabajó como profesor a tiempo completo en la Universidad de Hamburgo. Desde 1981 trabaja en la Universidad de Basilea.
Hanspeter Kraft enseña en la Universidad de Basilea y es Director del Instituto de Matemáticas. Además, es presidente de la Comisión de Euler, una organización existente desde 1907, que se dedica a la tarea de publicar las obras completas de Leonhard Euler. En estas circunstancias, estuvo muy involucrado en la organización de la "Euler 2007". Kraft también trabajó entre 1990 y 2006 como jefe de redacción de "Commentarii Mathematici Helvetici", la publicación oficial de la Sociedad Matemática de Suiza.

## Publicaciones principales
- Con W. Borho: Über die Gelfand-Kirillov-Dimension. Math. Ann. 220 (1976), no. 1, 1–24.
- Con C. Procesi: Closures of conjugacy classes of matrices are normal. Invent. Math. 53 (1979), no. 3, 227–247.
- Con C. Procesi: Minimal singularities in GLn. Invent. Math. 62 (1981), no. 3, 503–515.
- Con C. Procesi: On the geometry of conjugacy classes in classical groups. Comment. Math. Helv. 57 (1982), no. 4, 539–602.
- Con V. Popov:  Semisimple group actions on the three-dimensional affine space are linear. Comment. Math. Helv. 60 (1985), no. 3, 466–479.
- Con G. Schwarz: Reductive group actions with one-dimensional quotient. Inst. Hautes Études Sci. Publ. Math. No. 76 (1992), 1–97.
- Con M. Kohls: Degree bounds for separating invariants. Math. Res. Lett. 17 (2010), no. 6, 1171–1182.